# 481
481 (CDLXXXI) var ett normalår som började en torsdag i den julianska kalendern.

## Händelser

### Okänt datum
- Vid Childerik I:s död efterträds han som kung över de saliska frankerna av sin son Klodvig I (detta eller nästa år).
- De koreanska kungarikena Baekje, Silla och Daegaya går i allians mot Goguryeo.

## Avlidna
- Theoderik Strabo, ostrogotisk hövding
- Childerik I, kung över de saliska frankerna sedan omkring 457 eller 458 (död omkring detta eller nästa år)